# Michael Tauson
Michael Tauson, né le 25 juin 1966 à Copenhague, est un joueur de tennis danois, professionnel entre 1985 et 1991.

## Carrière
En junior, Michael Tauson est quart-de-finaliste à Roland-Garros et demi-finaliste à l'US Open en 1984, battu à chaque fois par Boris Becker.
Au cours de sa carrière professionnelle, il a notamment atteint les quarts de finale en double des Jeux olympiques de Séoul en 1988, associé à Morten Christensen, en éliminant au premier tour la paire canadienne composée de Grant Connell et Glenn Michibata.
En février 1989, issu des qualifications, il remporte consécutivement les tournois Challenger de Telford et de Croydon, ce qui lui permet de passer de la 506e à la 254e place au classement ATP. Il est ensuite finaliste à Heilbronn ainsi que demi-finaliste du tournoi ATP de Prague. Il atteint deux autres demi-finales sur le circuit principal, à Rotterdam et à Genève en 1990, où[Où ?] il bat notamment Magnus Gustafsson et Henri Leconte. En double, il remporte un tournoi à Hanko en 1988.
Membre de l'équipe du Danemark de Coupe Davis durant sept années, il compte 17 victoires pour 13 défaites dans la compétition. Il se distingue particulièrement lors de l'édition 1987 en remportant ses sept matchs dont deux en barrages contre l'Autriche. Il bat en effet Horst Skoff, puis Thomas Muster lors du 5e match décisif (6-8, 12-10, 2-6, 6-3, 6-4), envoyant ainsi son équipe dans le groupe mondial. L'année suivante, il remporte de nouveau un match décisif au premier tour contre Emilio Sanchez (3-6, 6-1, 13-11, 6-4), alors que près de 300 places séparent les deux hommes dans la hiérarchie mondiale. Il qualifie son équipe pour la première fois de son histoire pour les quarts de finale, où il perd en revanche ses trois matchs contre l'Allemagne de Boris Becker et Eric Jelen.
Michael Tauson est l'oncle de la joueuse de tennis Clara Tauson, vainqueur de l'Open d'Australie junior en 2019.

## Parcours dans les tournois duGrand Chelem

### En simple
| Année | Open d'Australie | Open d'Australie | Internationaux de France | Internationaux de France | Wimbledon | Wimbledon | US Open | US Open |
| ----- | ---------------- | ---------------- | ------------------------ | ------------------------ | --------- | --------- | ------- | ------- |
| 1987  | —                | —                | 1er tour (1/64)          | Sergio Casal             | —         | —         | —       | —       |
| 1989  | —                | —                | 2e tour (1/32)           | Leonardo Lavalle         | —         | —         | —       | —       |
| 1990  | 1er tour (1/64)  | Kelly Jones      | —                        | —                        | —         | —         | —       | —       |

N.B. : à droite du résultat se trouve le nom de l'ultime adversaire.

### En double
| Année | Open d'Australie | Open d'Australie | Internationaux de France      | Internationaux de France | Wimbledon | Wimbledon | US Open | US Open |
| ----- | ---------------- | ---------------- | ----------------------------- | ------------------------ | --------- | --------- | ------- | ------- |
| 1987  | —                | —                | 1er tour (1/32) P. Bastiansen | M. Bahrami D. Pérez      | —         | —         | —       | —       |

N.B. : le nom du ou de la partenaire se trouve sous le résultat ; le nom des ultimes adversaires se trouve à droite.